# Herbert Deutsch

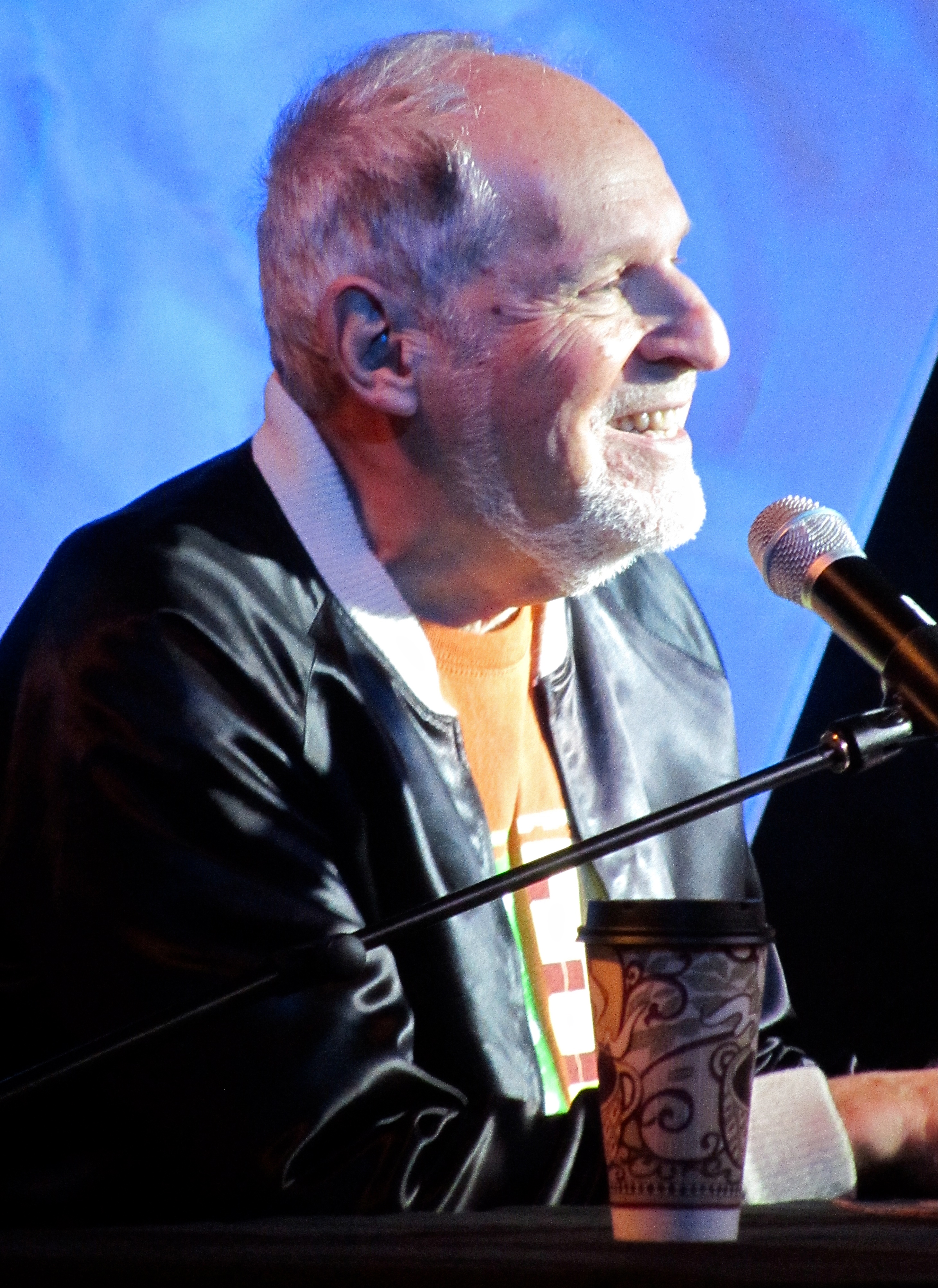
Herbert Deutsch auf dem Moogfest 2011

Herbert Arnold Deutsch (auch Herb Deutsch; * 9. Februar 1932 in Hempstead, New York; † 9. Dezember 2022 in Massapequa, New York) war ein US-amerikanischer Komponist.

## Leben
Deutsch erwarb einen Bachelorgrad an der Hofstra University (1956), wo er seit Anfang der 1960er Jahre bis zu seiner Emeritierung 2001 als Professor wirkte, und einen zweiten Bachelor- und einen Mastergrad an der Manhattan School of Music. Er war Kompositionsschüler von Albert Tepper und Elie Siegmeister.
1963–64 entwickelte er mit Robert Moog den ersten Moog-Synthesizer. 1965 gab er mit seinem New York Improvisation Quartet das erste öffentliche Konzert auf einem Moog-Synthesizer in der New Yorker Town Hall, 1969 im Rahmen des Programms Jazz in the Garden das erste Konzert mit einem Synthesizer-Ensemble im Museum of Modern Art.
Von 1979 bis 1983 war er Direktor für Marketing und Verkauf bei Moog Music. Daneben arbeitete er als Marketingberater für Roland Corporation, Multivox Music, Norlin Industries, Passport Designs Software und Jim Henson’s Muppets. Neben zahlreichen Artikeln verfasste er drei Bücher über elektronische und Computermusik.
1972 gehörte er zu den Gründungsmitgliedern der Long Island Composers Alliance (LICA), deren Präsident er war. Im Folgejahr veranstaltete er das erste Konzert Music By and For Students der LICA. Seit 1994 war er Mitglied des Music Technology Committee der New York State School Music Association (NYSSMA) und Juror in deren Composition and Improvisation Committee. Während seiner Lehrtätigkeit an der Hofstra University gründete er u. a. das Jazz Ensemble, die Electronic Music Studios und The New Music Ensemble.
1995 wurde Deutschs multimediale Oper Dorian (nach Oscar Wildes Roman Das Bildnis des Dorian Gray) am Hofstra Opera Theater uraufgeführt. Seine Kompositionen wurden u. a. bei der Music Educators National Conference, dem Small Computers and the Arts Network und der Society for Electro acoustic Music in the United States aufgeführt. Seine CD Woman in Darkness erschien 1999, From Moog to Mac 2007. Das Meridian Quartet spielte für Capstone Records sein String Quartet Preamble & Fugue ein. Mehr als ein Dutzend Mal wurde Deutsch mit einem ASCAP-Award ausgezeichnet.